# Castillo de Ballinalacken
El Castillo de Ballinalacken (Inglés: Ballinalacken Castle; Irlandés: Baile na Leacan) es una torre de dos alturas de la que no se sabe la fecha de construcción, aunque lo más probable es que fuera construida en el siglo XV o XVI. Se encuentra sobre un afloramiento de piedra caliza cerca de la carretera que va de Lisdoonvarna a Fanore, en el condado de Clare, Irlanda, en los jardines del Ballinalacken Castle Hotel, que fue construido en 1840 como hogar de Lord O'Brien. El nombre viene del townland en el que se encuentra. El nombre irlandés original es Baile na Leacan, que significa "el pueblo de las baldosas".
Se cree que los sótanos del castillo son del siglo X, construidos por otro famoso clan irlandés, los O'Connor, que gobernaban en el oeste de Corcomroe en aquellos tiempos. La fortaleza fue construida finalmente en el siglo XIV y Lochlan MacCon O'Connor realizó su primera reconstrucción. En 1564, el oeste de Corcomroe pasó a los O'Brien y años más tarde, el castillo pasó a manos de Turlough O'Brien, un miembro de la familia que vivía en Ennistymon.
Los O'Brien de Ballinalacken son descendientes de Turlough Don, que murió en 1528, y de los O'Brien de Ennistymon, clan fundado por sir Donald O'Brien, del castillo de Dough, en 1579. Los O'Brien fueron una de las familias más poderosas de Irlanda en aquel tiempo y construyeron muchos castillos, de los que el de Ballinalacken es uno de los más impresionantes.